# Lista de prefeitos de Boqueirão do Piauí
Esta é a lista de prefeitos e vice-prefeitos do município de Boqueirão do Piauí, estado brasileiro do Piauí.
| Nº | Nome                                 | Partido  | Vice-prefeito                                  | Início do mandato     | Fim do mandato         | Observações                                           |
| 1  | Raimundo Nonato Soares               | PMDB     |                                                | 1º de janeiro de 1997 | 31 de dezembro de 2000 | Prefeito e vice eleitos em sufrágio universal         |
| 1  | Raimundo Nonato Soares               | PSDB     |                                                | 1º de janeiro de 2001 | 31 de dezembro de 2004 | Prefeito e vice reeleitos em sufrágio universal       |
| 2  | Gervásio Barbosa                     | PSDB/PTB | Francisco Vicente da Silva (PSDB)              | 1º de janeiro de 2005 | 18 de março de 2008    | Prefeito e vice eleitos em sufrágio universal         |
| —  | Francisco Vicente da Silva           | PSDB     | —                                              | 19 de março de 2008   | 31 de dezembro de 2008 | Vice-prefeito eleito no cargo de prefeito interino    |
| 3  | Raimundo de Mesquita, Raimundo Pinto | PT do B  | Manoel Cordeiro de Deus, Manoel Cardoso (PSDB) | 1º de janeiro de 2009 | 31 de dezembro de 2012 | Prefeito e vice eleitos em sufrágio universal         |
| 4  | Valdemir Alves da Silva, Solteiro    | PT       | Edimilson Gomes Ribeiro (PTB)                  | 1º de janeiro de 2013 | 31 de dezembro de 2016 | Prefeito e vice eleitos em sufrágio universal         |
| 4  | Valdemir Alves da Silva, Solteiro    | PT       | Raimundo Nonato Soares Filho (PDT)             | 1º de janeiro de 2017 | 31 de dezembro de 2020 | Prefeito reeleito e vice eleito em sufrágio universal |
| 5  | Genir Ferreira da Silva              | PT       | Raimundo Nonato Soares Filho (PP)              | 1° de janeiro de 2021 | 31 de dezembro de 2024 | Prefeita e vice eleitos em sufrágio universal         |
| 5  | Genir Ferreira da Silva              | PT       | Luciene Rodrigues da Silva (PSD)               | 1° de janeiro de 2025 | Atualidade             | Prefeita reeleita e vice eleito em sufrágio universal |